# Lac-des-Plages
Lac-des-Plages è un comune del Canada, situato nella provincia del Québec, nella regione di Outaouais.